# 东北现象
东北现象指中华人民共和国在由计划经济向市场经济转变的过程中，中国东北地区的辽宁省、吉林省、黑龙江省所出现的工业经济效益下滑、工业生产步履维艰等一系列现象。主要特点为矿产资源枯竭、工业结构失衡、企业步履艰难、效益严重下滑、接续产业匮乏。
有人指出，东北经济落后的原因和官僚主义，腐败等有关。